# Nicolas Rimsky
Nicolas Kourmacheff-Rimsky dit Nicolas Rimsky, né le 12 décembre 1889 à Varsovie et mort le 19 janvier 1942 à Paris 15e, est un acteur, réalisateur et scénariste français d'origine russe.

## Biographie
En 1919, il fuit la Crimée et les privations dues à la guerre civile russe et il émigre en France avec la troupe de Iossif Ermoliev.
En France, il est principalement connu pour avoir été en tête d’affiche de plusieurs comédies à succès pour la société des films Albatros de 1924 à 1927, à commencer par Ce Cochon de Morin qui sort sur les écrans de la capitale le 18 avril 1924. Dans l’ensemble, il s’agit principalement de vaudevilles si l’on s’en réfère aux intrigues ou procédés comiques employés, bien que le jeu comique de l’acteur ne soit plus proprement burlesque pour son approche du corps et de l’action. À ce titre, Paris en cinq jours, qui sort en salles le 11 décembre 1925, est certainement son film le plus singulier puisqu’il est un « authentique » burlesque, en plus d’être son plus grand succès comique.
Sa carrière triomphante chez Albatros fait indéniablement croître sa notoriété sur toute la période. Il est au sommet de sa gloire en 1928, alors que s’apprête à sortir Minuit… place Pigalle dans lequel il interprète Prosper, un rôle tragi-comique qui lui vaut une pluie de louanges.
Il est inhumé au cimetière parisien de Bagneux.

## Filmographie

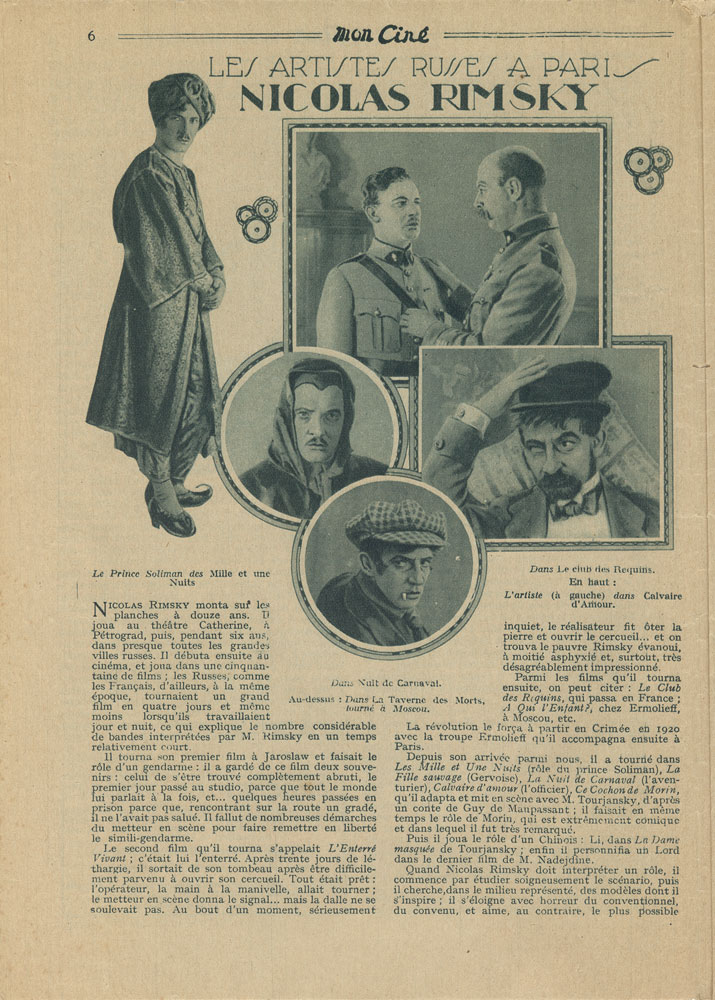
Nicolas Rimsky sur Mon Ciné, 1924

### Acteur (période russe).
| Année | Titre                                                    | Réal. (Prod.)                | Date de sortie          | Rôle                              |
| ----- | -------------------------------------------------------- | ---------------------------- | ----------------------- | --------------------------------- |
| 1915  | Ciné-Satircon                                            | S. Vesselovski (G. Libken)   |                         |                                   |
| 1915  | L’amour à la foire                                       | inconnu (G. Libken)          |                         | Narimsky                          |
| 1915  | Les nouvelles femmes                                     | S. Vesselovski (G. Libken)   |                         |                                   |
| 1915  | Pokson au bord de la Volga                               | S. Vesselovski (G. Libken)   |                         |                                   |
| 1915  | Une dot inépuisable                                      | S. Vesselovski (G. Libken)   | 31 novembre 1915        | Narimsky                          |
| 1915  | La tragédie de la famille Nabatov                        | S. Vesselovski (G. Libken)   | 30 décembre 1915        | Vladimir Nabatov                  |
| 1915  | Un conte du monde                                        | S. Vesselovski (G. Libken)   | 16 janvier 1916         | Tcharski, un jeune compositeur    |
| 1915  | Un drame dans « l’avion »                                | N. Arbatov (G. Libken)       | 15 mars 1916            | Boris Zarubin, étudiant           |
| 1916  | Les clochettes                                           | S. Vesselovski (G. Libken)   |                         | Poète Zarine                      |
| 1916  | Ce qui arrive à un homme                                 | S. Vesselovski (G. Libken)   | 28 janvier 1916         | Ptichkin                          |
| 1916  | Une femme dont il ne faut pas parler                     | A. Arkatov (I. Ermolieff)    | 8 mars 1916             | Vladimir                          |
| 1916  | Celui qui fait couler le sang                            | S. Vesselovski (G. Libken)   | 28 avril 1916           | Ignác Korsovski                   |
| 1916  | La sérénade de Braga                                     | G. Azagarov (I. Ermolieff)   | 24 mai 1916             | Tissky, poète et officier mourant |
| 1916  | Coupables sans culpabilité                               | T. Sabinski (I. Ermolieff)   | 7 juin 1916             | Grigori Neznamov, un fils         |
| 1916  | Une arme, étincelante, sous le soleil                    | G. Azagarov (I. Ermolieff)   | 21 juin 1916            | Un hussard                        |
| 1916  | Nid de Vautours                                          | T. Sabinski (I. Ermolieff)   | 28 juin & 5 juill. 1916 | Prince Gorokhovtsev               |
| 1916  | Enfant, ne tends pas les bras vers la rose au printemps… | G. Azagarov (I. Ermolieff)   | 2 août 1916             |                                   |
| 1916  | Si follement, si passionnément elle voulait du bonheur   | Y. Protazanov (I. Ermolieff) | 30 août 1916            | Igor Lapin                        |
| 1916  | Le doute                                                 | T. Sabinski (I. Ermolieff)   | 16 septembre 1916       | Le pianiste Islomov               |
| 1916  | En descendant le long de la mère Volga                   | Y. Protazanov (I. Ermolieff) | 27 sept. & 11 oct. 1916 | Nicolas                           |
| 1916  | Au revoir, Lulu                                          | T. Sabinski (I. Ermolieff)   | 8 novembre 1916         | Vsevolod Ramazanov                |
| 1916  | Catastrophe                                              | T. Sabinski (I. Ermolieff)   | 29 novembre 1916        | L’ami de Véra                     |
| 1916  | La maison de glace                                       | S. Vesselovski (G. Libken)   | 1 décembre 1916         | Biron                             |
| 1916  | Femme ou mère                                            | T. Sabinski (I. Ermolieff)   | 7 décembre 1916         | Anatole – fils illégitime         |
| 1916  | Un homme qui ne sait pas pardonner                       | T. Sabinski (I. Ermolieff)   | 11 janvier 1917         | Cremonov – qui ne pardonne pas    |
| 1916  | Maitre et Serviteur                                      | S. Vesselovski (G. Libken)   | 11 févr. 1917           | L’employé                         |
| 1917  | La taverne de la mort                                    | G. Azagarov (incertaine)     |                         | Le propriétaire de la Taverne     |
| 1917  | Trois valses                                             |                              | 4 févr. 1917            |                                   |
| 1917  | Stigmatisée                                              | G. Azagarov (I. Ermolieff)   | 16 mars 1917            | Vojtech, avocat                   |
| 1917  | Andreï Kojoukhov                                         | Y. Protazanov (I. Ermolieff) | 19 avril 1917           | David                             |
| 1917  | Le Fardeau de ce monde                                   | G. Azagarov (I. Ermolieff)   | 2 mai 1917              | Le peintre                        |
| 1917  | Le prix de la vie                                        | T. Sabinski (I. Ermolieff)   | 16 mai 1917             | Voronine                          |
| 1917  | Le fils d’Israël                                         | G. Azagarov (I. Ermolieff)   | 13 juin 1917            | Boris                             |
| 1917  | Plus sombre la nuit, plus brillantes sont les étoiles    | G. Azagarov (I. Ermolieff)   | 20 juin 1917            |                                   |
| 1917  | Quand son heure viendra                                  | G. Azagarov (I. Ermolieff)   | 4 & 11 juill. 1917      |                                   |
| 1917  | Est-il coupable ?                                        | A. Volkoff (I. Ermolieff)    | 18 juill. 1917          |                                   |
| 1917  | La couronne de mort                                      | G. Azagarov (I. Ermolieff)   | 25 juill. 1917          | Vladek – ami d’enfance            |
| 1917  | Millions maudits (Proklyatye milliony)                   | Y. Protazanov (I. Ermolieff) | 1 & 9 août 1917         | Michael                           |
| 1917  | Avec le train express                                    | G. Azagarov (I. Ermolieff)   | 3 oct. 1917             |                                   |
| 1917  | Le puits maléfique                                       | G. Azagarov (I. Ermolieff)   |                         | Platon Drobinin                   |
| 1917  | Vénus au chapeau haut                                    | inconnu (G. Libken)          | 17 janvier 1918         |                                   |
| 1918  | Gloire sanglante                                         | G. Azagarov (incertaine)     |                         |                                   |
| 1918  | Je ne céderai pas                                        | A. Ivanovski (incertaine)    |                         |                                   |
| 1918  | Le Professeur                                            | A. Volkoff (incertaine)      |                         |                                   |
| 1918  | Grossière                                                | A. Ivanovski (incertaine)    |                         | Vasily Yablochkin                 |
| 1918  | Concours de beauté                                       | A. Volkoff (I. Ermolieff)    |                         | Jimmy Stark                       |
| 1918  | Cagliostro                                               | V. Starewitch (Rouss)        |                         | Prince Henry Rottenchtein         |
| 1918  | Le Père Serge (Otets Serguy)                             | Y. Protazanov (I. Ermolieff) | 15 mai 1918             | L’évêque                          |
| 1919  | Le Secret de la reine (Tayna korolevy)                   | Y. Protazanov (incertaine)   |                         | Le Roi                            |
| 1919  | Tantôt l'espoir, tantôt la jalousie aveugle              | Y. Protazanov (I. Ermolieff) |                         | Boris Lukomskij                   |
| 1919  | Le collier de perles                                     | V. Tourjansky (I. Ermolieff) |                         |                                   |
| 1919  | Les hommes meurent pour du métal                         | A. Volkoff (I. Ermolieff)    | 23 oct. 1919            | Alexeï, jeune travailleur         |

### Acteur (période française).
| Année | Titre                             | Réal. (Prod.)                                       | Date de sortie (FR)                    | Rôle                        |
| ----- | --------------------------------- | --------------------------------------------------- | -------------------------------------- | --------------------------- |
| 1921  | L'Échéance fatale                 | A. Volkoff (Ermolieff-Cinéma)                       | 26 août 1921                           | Gaston Noël                 |
| 1921  | Les Contes des mille et une nuits | V. Tourjansky (Ermolieff-Cinéma)                    | 23 & 30 décembre 1921 ; 6 janvier 1922 | Le Prince Soleiman          |
| 1922  | La Fille sauvage                  | H. Étiévant (Ermolieff-Cinéma)                      | 14 juill. 1922                         | Denis Gervoise              |
| 1922  | Nuit de carnaval                  | V. Tourjansky (Albatros)                            | 10 novembre 1922                       | Rouhais                     |
| 1923  | Calvaire d'amour                  | V. Tourjansky (Albatros)                            | 5 oct. 1923                            | Raoul d’Ambreine            |
| 1923  | Ce Cochon de Morin                | V. Tourjansky (Albatros)                            | 18 avril 1924                          | Morin                       |
| 1924  | La Dame masquée                   | V. Tourjansky (Albatros)                            | 14 novembre 1924                       | Le chinois Li               |
| 1924  | La Cible ou La Tourmente          | S. Nadejdine (Albatros)                             | 6 févr. 1925                           | Lord Hampton                |
| 1924  | L'Heureuse Mort                   | S. Nadejdine (Albatros)                             | 13 févr. 1925                          | Théodore Larue              |
| 1925  | Le Nègre blanc                    | H. Wulschleger & N. Rimsky (Albatros)               | 18 septembre 1925                      | Nicolas Borain              |
| 1925  | Paris en 5 jours                  | P. Colombier & N. Rimsky (Albatros)                 | 11 décembre 1925                       | Henry Mascaret              |
| 1926  | Jim la Houlette, roi des voleurs  | R. Lion & N. Rimsky (Albatros)                      | 12 novembre 1926                       | Moluchet                    |
| 1927  | Le Chasseur de chez Maxim's       | R. Lion & N. Rimsky (Albatros)                      | 11 novembre 1927                       | Julien Pauphilat            |
| 1928  | Minuit... place Pigalle           | R. Hervil (International Standard Films)            | 30 novembre 1928                       | Prosper                     |
| 1928  | Trois Jeunes Filles nues          | R. Boudrioz (Integral Films)                        | 18 janvier 1929                        | Hégésippe                   |
| 1929  | Immoralité                        | W. Wolff (Ellen Richter Film)                       | 18 oct. 1929                           | Professeur Thomas Barlet    |
| 1929  | Parce que je t'aime               | H.C. Grantham-Hayes (Integral Films)                | 15 novembre 1929                       | Claude Marchal              |
| 1931  | Pas sur la bouche                 | N. Rimsky & N. Evreïnoff (Luna Films)               | 25 septembre 1931                      | Eric Thomson                |
| 1932  | La Voix qui meurt                 | G. Dini (Coopera Film)                              | 25 novembre 1932                       | Le Prince Danine            |
| 1934  | Monsieur Sans-Gêne                | K. Anton (Aurora Films)                             | 13 mars 1935                           | Le musicien                 |
| 1937  | Gribouille                        | M. Allégret (Alliance Cinématographique Européenne) | 10 septembre 1937                      | Le chauffeur de taxi        |
| 1937  | Nuits de princes                  | W. Strijewsky (Ermolieff - Tobis)                   | 26 janvier 1938                        |                             |
| 1937  | Nostalgie                         | V. Tourjansky (Milo Films)                          | 4 mars 1938                            |                             |
| 1938  | Les Gaietés de l'exposition       | E. Hajos (Barsel Films)                             | 19 mai 1938                            |                             |
| 1938  | Le Patriote                       | M. Tourneur (F.C.L.)                                | 11 juin 1938                           | Yacov, le valet du Tsar     |
| 1939  | Pièges                            | R. Siodmak (Speva Films)                            | 17 septembre 1939                      | Rouski                      |
| 1939  | Menaces                           | E.T. Gréville (Pierre Braunberger)                  | 11 janvier 1940                        | Wladimir, chauffeur de taxi |

### Scénariste/adaptateur (toutes périodes).
| Année | Titre                            | Réal. (Prod.)                | Date de sortie    | Rôle                    |
| ----- | -------------------------------- | ---------------------------- | ----------------- | ----------------------- |
| 1916  | La Femme au poignard             | Y. Protazanov (I. Ermolieff) | 31 mai 1916       | SCÉNARISTE              |
|       |                                  |                              |                   |                         |
| 1923  | Ce Cochon de Morin               | V. Tourjansky                | 18 avril 1924     | SCÉNARISTE / ADAPTATEUR |
| 1924  | La Cible ou La Tourmente         | S. Nadejdine                 | 6 févr. 1925      | ADAPTATEUR              |
| 1924  | L'Heureuse Mort                  | S. Nadejdine                 | 13 févr. 1925     | ADAPTATEUR              |
| 1925  | Le Nègre blanc                   | H. Wulschleger & N. Rimsky   | 18 septembre 1925 | ADAPTATEUR              |
| 1925  | Paris en 5 jours                 | P. Colombier & N. Rimsky     | 11 décembre 1925  | ADAPTATEUR              |
| 1926  | Jim la Houlette, roi des voleurs | R. Lion & N. Rimsky          | 12 novembre 1926  | ADAPTATEUR              |
| 1927  | Le Chasseur de chez Maxim's      | R. Lion & N. Rimsky          | 11 novembre 1927  | ADAPTATEUR              |